# Ampoigné
Ampoigné és un municipi francès situat al departament de Mayenne i a la regió de País del Loira. L'any 2007 tenia 550 habitants.
L'1 de gener de 2018 va passar a ser una comuna delegada de la comuna nova de Prée-d'Anjou a fusionar-se amb la comuna de Laigné.

## Demografia

### Població
El 2007 la població de fet d'Ampoigné era de 550 persones. Hi havia 186 famílies de les quals 38 eren unipersonals (21 homes vivint sols i 17 dones vivint soles), 38 parelles sense fills, 97 parelles amb fills i 13 famílies monoparentals amb fills.
La població ha evolucionat segons el següent gràfic:
Habitants censats

### Habitatges
El 2007 hi havia 207 habitatges, 187 eren l'habitatge principal de la família, 10 eren segones residències i 9 estaven desocupats. 201 eren cases i 6 eren apartaments. Dels 187 habitatges principals, 111 estaven ocupats pels seus propietaris, 72 estaven llogats i ocupats pels llogaters i 4 estaven cedits a títol gratuït; 4 tenien dues cambres, 21 en tenien tres, 54 en tenien quatre i 108 en tenien cinc o més. 154 habitatges disposaven pel capbaix d'una plaça de pàrquing. A 72 habitatges hi havia un automòbil i a 107 n'hi havia dos o més.

### Piràmide de població
La piràmide de població per edats i sexe el 2009 era:
| Homes | Edats   | Dones |
| ----- | ------- | ----- |
| 0     | 95 o +  | 0     |
| 4     | 90 a 94 | 0     |
| 4     | 85 a 89 | 0     |
| 0     | 80 a 84 | 4     |
| 4     | 75 a 79 | 4     |
| 0     | 70 a 74 | 4     |
| 8     | 65 a 69 | 8     |
| 8     | 60 a 64 | 0     |
| 12    | 55 a 59 | 16    |
| 8     | 50 a 54 | 20    |
| 8     | 45 a 49 | 8     |
| 4     | 40 a 44 | 8     |
| 28    | 35 a 39 | 8     |
| 20    | 30 a 34 | 28    |
| 32    | 25 a 29 | 20    |
| 12    | 20 a 24 | 24    |
| 4     | 15 a 19 | 13    |
| 16    | 10 a 14 | 24    |
| 16    | 5 a 9   | 20    |
| 16    | 0 a 4   | 16    |

## Economia
El 2007 la població en edat de treballar era de 346 persones, 286 eren actives i 60 eren inactives. De les 286 persones actives 268 estaven ocupades (147 homes i 121 dones) i 19 estaven aturades (6 homes i 13 dones). De les 60 persones inactives 10 estaven jubilades, 31 estaven estudiant i 19 estaven classificades com a «altres inactius».

### Ingressos
El 2009 a Ampoigné hi havia 193 unitats fiscals que integraven 577 persones, la mediana anual d'ingressos fiscals per persona era de 15.573 €.

### Activitats econòmiques
Dels 14 establiments que hi havia el 2007, 1 era d'una empresa alimentària, 1 d'una empresa de fabricació d'altres productes industrials, 4 d'empreses de construcció, 3 d'empreses de comerç i reparació d'automòbils, 1 d'una empresa de transport, 1 d'una empresa d'hostatgeria i restauració i 3 d'empreses de serveis.
Dels 2 establiments de servei als particulars que hi havia el 2009, 1 era un taller de reparació d'automòbils i de material agrícola i 1 fusteria.
L'únic establiment comercial que hi havia el 2009 era una fleca.
L'any 2000 a Ampoigné hi havia 43 explotacions agrícoles que ocupaven un total de 2.112 hectàrees.

## Equipaments sanitaris i escolars
El 2009 hi havia una escola elemental.

## Poblacions més properes
El següent diagrama mostra les poblacions més properes.